# Don Les
Don Les (geboren als Dominic Leshinski; * 15. November 1914 in Lorain/Ohio; † 25. August 1994 in Madison/Wisconsin) war ein US-amerikanischer Mundharmonikaspieler.

## Leben
Don Les litt an einem angeborenen Katarakt und erlangte erst im Alter von zwölf Jahren nach mehreren Operationen das Sehvermögen. Er spielte einige Zeit Bassmundharmonika in Borrah Minevitchs Harmonica Rascals. 1940 war er neben Jerry Murad und Al Fiore Gründer der Harmonicats, des mit Abstand erfolgreichsten Mundharmonikatrios der Vereinigten Staaten. Ihren größten Erfolg hatte es 1947 mit der Bearbeitung von Fred Fishers Song Peg o’ My Heart. Mit seinen Don Les Harmonicats mit Mildred Mulcay vom Duo The Mulcays (mit Jimmy Mulcay) und Lenny Leavitt nahm er ein Album mit dem Titel The Don Les Harmonicats – Christmas With The Don Les Harmonicats auf. 1972 verließ er die Harmonicats. Später gehörte er einige Zeit Ronny Salzmans Quintett Quintones an.